# Gmina Nowa Ruda
Gmina Nowa Ruda je vesnická gmina v okrese Kladsko v Dolnoslezském vojvodství v Polsku. Sídlem gminy je město Nowa Ruda, které však není její součástí. V roce 2021 zde žilo 11 322 obyvatel, rozlohu má 139,66 km² a zabírá 8,5 % rozlohy okresu. Skládá se z 17 starostenství.

## Starostenství
Bartnica, Bieganów, Bożków, Czerwieńczyce, Dworki, Dzikowiec, Jugów, Koszyn (osada), Krajanów, Ludwikowice Kłodzkie, Nowa Wieś Kłodzka, Przygórze, Sokolec, Sokolica, Świerki, Włodowice a Wolibórz.